# Les Sept Filles d'Ève
Les Sept Filles d'Ève (titre original en anglais : The Seven Daughters of Eve) est un essai de vulgarisation scientifique du biologiste anglais Bryan Sykes sur l'origine génétique des Européens, paru en 2001.

## Génétique
Grâce à la génétique, Bryan Sykes, professeur à Oxford, propose de reconstituer la généalogie des Européens actuels. Il présente dans ce livre les résultats de l'analyse des génomes mitochondriaux d'un échantillon représentatif des Européens. Il explique d'abord les principes de la génétique et de son application à l'étude d'Homo sapiens, puis les particularités de la génétique mitochondriale, et enfin la façon dont il est parvenu à analyser l'ADN humain fossile.

## Propos
Dans Les Sept Filles d'Ève, Bryan Sykes raconte son investigation qui commence avec la momie d'Ötzi, datée de plus de 5 000 ans, trouvée dans les Alpes austro-italiennes en 1991. L'étude s'achève avec la description de sept lignées issues de sept femmes originelles, poétiquement baptisées Ursula (Grèce), Xénia (Caucase), Héléna  (Pyrénées), Velda (Cantabrie), Tara (Toscane), Katrine (Vénétie) et Jasmine (Syrie), datant de 8 000 à 45 000 ans.

## ADN mitochondrial
L'étude est basée sur l'utilisation de l'ADN mitochondrial (ADNmt), une molécule présente dans toutes les cellules humaines. Contrairement à l'ADN nucléaire, hérité des deux parents, l'ADN mitochondrial est uniquement transmis par la mère. Cette molécule ne compte que 16 500 paires de bases et se révèle très stable. Tout au long de l'histoire de l'humanité, elle est transmise par la ligne maternelle mais se transmet aussi aux fils, sans que ceux-ci puissent la transmettre. En extrayant l'ADN d'Ötzi, Sykes conclut à la similitude des séquences avec celles de l'ADN d'Européens contemporains. Il exerce aussi sa science sur l'identification des restes des Romanov et sur le peuplement de la Polynésie. Il travaille ensuite sur la généalogie préhistorique des Européens.

## Migrations humaines
Après des développements sur la génétique, Sykes retrace les migrations humaines, discute de la théorie de l'origine africaine de l'Homme moderne et conteste la théorie de Thor Heyerdahl sur l'origine des Polynésiens.

## Sept mères
Le titre du livre provient d'un des accomplissements de la génétique mitochondriale, qui est la classification de tous les humains modernes dans plusieurs « lignées mitochondriales ». Chaque lignée peut être tracée suivant une ligne maternelle menant de toute personne à une femme préhistorique spécifique, selon l'expression de Sykes « une mère de clan ». Toutes ces femmes ont à leur tour partagé un dernier ancêtre commun, l'Ève mitochondriale. Les analyses de Sykes aboutissent à sept lignées mitochondriales pour les Européens (cependant d'autres en voient 11 ou 12) et lui parle donc des « sept filles d'Ève ».
Répertoriant ressemblances et différences, tenant une comptabilité savante des mutations permettant de remonter les millénaires, Bryan Sykes aboutit à une première conclusion allant à l'encontre de la théorie dominante pour le peuplement de l'Europe préhistorique. Jusqu'ici, on nous disait descendants des premiers agriculteurs venus d'Anatolie, colonisant peu à peu notre continent, une thèse chère à Luca Cavalli-Sforza, généticien des populations.
L'étude de l'ADN mitochondrial fait remonter nos lignées aux chasseurs-cueilleurs, présents depuis beaucoup plus longtemps en Europe. Parmi les « sept filles d'Ève », une seule, Jasmine, la plus jeune (8 000 ans), née au Proche-Orient, appartient au groupe des premiers agriculteurs. La deuxième moitié du livre se compose d'une série de récits fictifs, écrits par Sykes, racontant les vies de chacune des sept mères.
« Aujourd'hui, dit Bryan Sykes, de 95 à 97 % des Européens sont issus de l'une des sept mères. » Les descendants d'Héléna (47 %) et de Jasmine (17 %) sont les plus nombreux. On trouve des membres de six clans dans toutes les parties de l'Europe. Celui de Jasmine est plus localisé. Par ailleurs, les Basques ne montrent pas dans cette étude de particularité génétique par rapport à leurs voisins.

## Accueil
Ces travaux n'ont pas fait l'unanimité dans le monde scientifique, et les talents de conteur de Bryan Sykes en ont agacé plus d'un. La génétique des populations a fait d'énormes progrès depuis 2001, qui ont fortement relativisé les premiers résultats obtenus par Bryan Sykes.

## Prolongement
En 2000, Bryan Sykes a créé la société Oxford Ancestors avec son université : à partir de quelques cellules autoprélevées à l'intérieur de la joue, elle permettait à tout un chacun de connaître à quel clan il appartenait. Les clients, principalement de Grande-Bretagne et des États-Unis, s'y rendaient pour retrouver leurs racines préhistoriques.

## Éditions
- (en) Bryan Sykes, The Seven Daughters of Eve: The Science That Reveals Our Genetic Ancestry, W.W. Norton, 2001, 306 p.  (ISBN 0-393-02018-5 et 0-393-32314-5)
- (fr) Bryan Sykes, Les Sept Filles d'Ève : Génétique et histoire de nos origines, trad. Pierre-Emmanuel Dauzat, Albin Michel, 2001, 363 p.  (ISBN 2-226-12617-1) ; rééd. Librairie générale française, coll. « Le Livre de poche » (no 15588), 2003, 344 p.  (ISBN 2-253-15588-8)